# Kammerforst (Ansbach)
Kammerforst (fränkisch: Kammafuascht) ist ein Gemeindeteil der kreisfreien Stadt Ansbach (Mittelfranken, Bayern). Kammerforst liegt in der Gemarkung Hennenbach.

## Geografie
Das Dorf bildet mit Ansbach im Süden, der Galgenmühle im Osten und mit Hennenbach im Norden eine geschlossene Siedlung. 0,25 km nordöstlich liegt die Flur Urlas, auf der sich heute ein Schießplatz der US Army befindet. Die Kreisstraße ANs 2/AN 9 führt nach Ansbach zur Bundesstraße 13 (1 km südwestlich) bzw. nach Weihenzell (5,5 km nördlich). Eine Ortsstraße führt zum Rabenhof (0,5 km östlich).

## Geschichte
Der Ort wurde 1294 als „Cammerforst“ erstmals urkundlich erwähnt. Der Name bedeutet zu dem der Kammer (des Gumbertusstiftes) gehörenden Wald. Vermutlich ist Kammerforst wie Wengenstadt ein Rodungsort, der im 10. Jahrhundert entstanden ist.
Im 16-Punkte-Bericht des Oberamtes Ansbach von 1684 wurden für Kammerforst 7 Mannschaften verzeichnet. Grundherren waren Hofkastenamt Ansbach (4), der Bürgermeister und Rat zu Ansbach (1) und die Familie Ayrer (1). Das Hochgericht und die Dorf- und Gemeindeherrschaft übte das brandenburg-ansbachische Hofkastenamt Ansbach aus. 1689 verkaufte Johann Bernhard Ayrer seine Anwesen an die Markgrafen.
Auch gegen Ende des 18. Jahrhunderts gab es in Kammerforst 7 Anwesen. Das Hochgericht und die Dorf- und Gemeindeherrschaft übte weiterhin das Hofkastenamt Ansbach aus. Alle Anwesen hatten das Fürstentum Ansbach als Grundherrn (Hofkastenamt Ansbach: 1 Hof, 5 Güter; Ansbacher Rat: 1 Halbhof). Neben den Anwesen gab es noch kommunale Gebäude (Schmiede, Hirtenhaus, Brechhaus) und einen markgräflichen Sommersitz. Von 1797 bis 1808 unterstand der Ort dem Justiz- und Kammeramt Ansbach.
Im Rahmen des Gemeindeedikts wurde Kammerforst dem 1808 gebildeten Steuerdistrikt Hennenbach und der 1811 gegründeten Ruralgemeinde Hennenbach zugeordnet.
Im Topo-geographisch-statistischen Lexicon vom Königreiche Bayern (1831) wird der Ort folgendermaßen beschrieben:

„Weiler im L[an]dg[ericht] Ansbach und in der Pf[a]r[rei] St. Johannis daselbst, wovon er 1⁄2 St[unde] entfernt ist. Er umfaßt 10 H[äuser], 60 E[inwohner], die Weißmühle (Wirthshaus) und die Windmühle, Vergnügungsort der Ansbacher. Der Ort kommt 1293 als Kammergut vor. Einige Güter daselbst waren ursprünglich burggräfliche Mannslehen, der Hartung’schen Familie zuständig, welche das dominium utile derselben 1571 zurückgab.“

Am 1. Juli 1972 wurde Kammerforst im Zuge der Gebietsreform in Bayern in die Stadt Ansbach eingegliedert.

### Ehemalige Baudenkmäler
- Haus Nr. 1: Fachwerkscheune mit Satteldach und Schleppgauben wohl des 18. Jahrhunderts[14]
- Haus Nr. 2 (markgräflicher Sommersitz): zweigeschossiger Massivbau des 18. Jahrhunderts. Zugehörige Zehntscheune, Fachwerkbau des 18. Jahrhunderts mit Krüppelwalm und Schleppgauben, tonnengewölbter Keller, im Garten Steintisch des 18. Jahrhunderts[14]

### Einwohnerentwicklung
| Jahr      | 001818 | 001840 | 001861 | 001871 | 001885 | 001900 | 001925 | 001950 | 001961 | 001970 | 001987 |
| Einwohner | 59     | 77     | *89    | 63     | 63     | 97     | 89     | 210    | 125    | †      | †      |
| Häuser    | 10     | 11     |        |        | 11     | 16     | 16     | 24     | 21     |        | †      |
| Quelle    | [ 16 ] | [ 17 ] | [ 18 ] | [ 19 ] | [ 20 ] | [ 21 ] | [ 22 ] | [ 23 ] | [ 24 ] | [ 25 ] | [ 26 ] |

## Religion
Der Ort ist seit der Reformation evangelisch-lutherisch geprägt und bis heute nach St. Johannis (Ansbach) gepfarrt. Die Einwohner römisch-katholischer Konfession sind nach Christ König (Ansbach) gepfarrt.